# Miyamoto Yuriko
Yuriko Miyamoto (宮本 百合子?, Miyamoto Yuriko; Tokyo, 13 febbraio 1899 – Tokyo, 21 gennaio 1951) è stata una scrittrice, saggista e critica letteraria giapponese, nota per il suo contributo alla corrente della letteratura proletaria in Giappone.

## Biografia
Miyamoto Yuriko nacque il 13 febbraio 1899 nel distretto Koishikawa di Tokyo con il nome di Chūjō Yuriko. Nata in una famiglia dell'alta borghesia, poté godere di una buona istruzione e vita agiata, ma il suo attivismo politico negli anni del nazionalismo e della guerra le costò frequenti arresti, prigionia e torture che ebbero un forte impatto sulla sua salute.
Nel 1918 Yuriko seguì il padre, un importante architetto, negli Stati Uniti, dove frequentò la Columbia University. Nel 1919 conobbe e sposò Araki Shigeru. Il matrimonio creò tensione tra Yuriko e la famiglia, in quanto contrario alle convenzioni sociali e al parere dei genitori. Nel 1924, cercando di rimanere fedele alla sua identità di scrittrice e dopo cinque anni di inattività, Yuriko divorziò. Nello stesso periodo si unì al movimento proletario e conobbe Yuasa Yoshiko, una studiosa di letteratura russa con la quale intrattenne una relazione e convisse per sette anni. Nel 1927 si spostarono in Russia, dove Yuriko rimase fino al 1930.
Dopo il suo ritorno in Giappone, entusiasta delle idee marxiste a cui era stata esposta durante il soggiorno in Russia, l'autrice si unì all'Associazione Giapponese di Artisti Proletari (NAPF), ne divenne coordinatrice della commissione femminile e direttrice della rivista Hataruku fujin. L'anno successivo divenne membro del Partito Comunista Giapponese e conobbe il critico letterario Miyamoto Kenji, con cui si sposò nel 1932, mettendo fine alla sua relazione con Yuasa Yoshino. Da subito dopo il matrimonio e per tutto il periodo tra il 1932 e il 1942 venne arrestata e incarcerata varie volte, mentre le sue opere vennero sottoposte a censura. Nel 1932 anche il marito venne arrestato e condannato a dodici anni in carcere, ma i due mantennero un'attiva corrispondenza epistolare, che Yuriko pubblicò dopo la fine della seconda guerra mondiale. A causa dei continui interrogatori e torture a cui fu sottoposta, nonché disagi emotivi e economici sofferti in questo periodo, la sua salute si deteriorò gravemente.
Dopo essersi ricongiunta con il marito in seguito alla liberazione dai campi di prigionia per dissidenti politici i due ripresero le attività all'interno del movimento comunista in un clima politico più democratico. Questo fu per lei anche il periodo più prolifico dal punto di vista letterario e ancora oggi Watakushitachi no kensetsu (1946) è considerato il gruppo di articoli più rappresentativo della situazione postbellica del Giappone. Nel dopoguerra pubblicò anche alcune delle opere più conosciute dell'autrice, nonché esemplificative della sua maturazione artistica, come Banshū heiya (1947) e il seguito Fūchisō (1947).
Miyamoto Yuriko continuò a essere attiva nel panorama artistico e politico dell'epoca fino a quando morì di meningite cerebrospinale nel 1951.

## Carriera letteraria

### Temi e opere
Miyamoto Yuriko è conosciuta per il suo attivismo all'interno del movimento comunista e in quello per l'emancipazione delle donne. Le sue opere sono in diretto contrasto all'ambiente della classe media in cui era cresciuta, mentre lei stessa rappresenta una figura di "donna nuova", che decide di rifiutare i canoni imposti dalla società alla ricerca di libertà intellettuale. Fin da giovane le sue letture comprendevano sia opere di autori stranieri come Oscar Wilde ed Edgar Allan Poe, che di scrittori giapponesi come Futabatei Shimei, Higuchi Ichiyō e Natsume Sōseki. Le opere di Dostoevskij e Tolstoj le aprirono gli occhi alle difficoltà affrontate dalle persone meno privilegiate e questo la portò a scrivere i suoi primi racconti, Nōsōn nel 1915 e Matsushiki hitobito no mure nel 1916 in cui descrive la situazione di povertà in un piccolo villaggio, ispirandosi ai contadini nella tenuta del nonno nella prefettura di Fukushima e alle osservazioni raccolte durante un viaggio in Hokkaidō.
La fine del suo primo matrimonio la ispirò a scrivere il primo romanzo autobiografico, Nobuko, nel 1924, in cui riflette sull'istituzione del matrimonio, le relazioni convenzionali tra i sessi e ritrae la propria decisione di separazione come modo di raggiungere la felicità e realizzazione personale e intellettuale. I primi anni passati con Yuasa Yoshiko sono descritti in Ippon no hana (1927), mentre racconta la loro relazione in modo più complesso nell'opera Futatsu no niwa (1947) e la sua esperienza in Russia in Dōhyō nel 1950, completato poco prima della sua morte. Del periodo trascorso in prigionia scrisse vari racconti brevi, tra cui Senkyūhyaku sanjūninen no haru (1933) e Kokukoku (1933), pubblicato postumo, in cui descrive i metodi disumani della polizia negli interrogatori e le condizioni dei prigionieri. Le sue convinzioni ideologiche sono espresse nelle opere Koiwai no ikka (1934) e Chibusa (1935), in cui attraverso gli occhi delle donne operaie descrive la condizione proletaria e l'oppressione esercitata dalla polizia verso gli oppositori dell'imperialismo militare.
Banshū heiya (1947) e il seguito Fūchisō (1947) raccontano la storia di Hiroko, descrivendo la situazione postbellica del Giappone, la confusione causata dalla resa e la distruzione conseguente al conflitto, la situazione dei sopravvissuti e le conseguenze della brutalità verso i membri del partito comunista che non avevano accettato di convertirsi e sostenere il governo giapponese. Scritti nello stile delle shishōsetsu, Yuriko scelse uno stile autobiografico come strumento di autocoscienza, di crescita interiore e un'occasione per istruire le masse. Nel 1947 queste due opere le fecero vincere il primo premio Mainichi nel dopoguerra.
Con i romanzi Futatsu no niwa (1948) e Dōhyō (1950) completa la trilogia autobiografica iniziata con Nobuko, nei quali torna alla sua esperienza in Russia ed espone le sue convinzioni socio-politiche all'alba della guerra fredda. Infine tra il 1949 e il 1950 pubblica la corrispondenza con il marito durante gli anni di prigionia dal titolo Jūninen no tegami, importante testimonianza del loro impegno per il comunismo negli anni precedenti il conflitto e durante lo stesso.
È importante ricordare che tutte le opere di Miyamoto Yuriko sono tratte dalla sua esperienza personale. La militanza nel movimento comunista la portò spesso al conflitto con la famiglia, di estrazione borghese, a cui era molto legata. I suoi scritti sono testimonianza della sua grande determinazione nella lotta per i diritti degli operai, delle classi disagiate e delle donne in generale. La sua inclusione nella corrente letteraria proletaria porta a prestare particolare attenzione ai componimenti del periodo tra il 1927 e il 1945, per la loro rilevanza alla causa e la loro importanza nell'affermazione della posizione di Miyamoto Yuriko all'interno del movimento.

### Lista delle opere

#### Romanzi
1924, Nobuko
1947, Banshū heiya
1947, Fūchisō (Fūchisō: Fiori tra le macerie)
1948, Futatsu no niwa
1950, Dōhyō

#### Racconti brevi
1915, Nōson
1916, Matsushiki hitobito no mure
1927, Ippon no hana
1933, Senkyūhyaku sanjūninen no haru
1933, Kokukoku
1934, Koiwai no ikka
1935, Chibusa

#### Saggi
1946, Watakushitachi no kensetsu
1950, Jūninen no tegami